# Harry nervt
Harry nervt ist eine deutsche Filmkomödie von Bruno Grass aus dem Jahr 2013 mit Günther Maria Halmer in der Titelrolle. Die deutsche Erstausstrahlung erfolgte am 5. April 2013 als Freitagsfilm auf Das Erste.

## Handlung
Der Fotograf Harry Wegener war viele Jahre lang beruflich im Ausland tätig. Nach einem Herzinfarkt kehrt er zurück in seine deutsche Heimatstadt Potsdam, wo er von seiner Noch-Ehefrau Katharina und seiner ältesten Tochter Julia nicht gerade mit offenen Armen empfangen wird. Was verständlich ist, da Harry seine junge Familie vor 15 Jahren verlassen hatte, um sich seinen Zielen zu widmen und nicht für Frau und Kind Verantwortung tragen zu müssen. Seine jüngste Tochter Fritzi sowie seine Schwiegermutter Sophie scheinen sich jedoch über die Rückkehr des gesundheitlich angeschlagenen Fotografen zu freuen. Ihnen hat er es auch zu verdanken, dass er von Katharina und Julia überhaupt in ihr Haus gelassen wird.
Nach den ersten schwierigen Tagen, an denen Harry die Ablehnung von Katharina und Tochter Julia massiv zu spüren bekommt, normalisiert sich der Alltag im Hause Wegener. Allerdings nervt Harry ungemein mit seinen spontanen Aktionen und seiner Ungeschicklichkeit. Ständig geht etwas zu Bruch oder er löst der Rauchmelder aus. Auch eine ungeplante Party mit alten Damen aus der Nachbarschaft findet nicht gerade die Zustimmung von Katharina und endet mit einem Feuerwehreinsatz, als es nach einer Unachtsamkeit Harrys in der Küche zu brennen beginnt. Katharina und Tochter Julia sind der Meinung: Harry muss weg! und bitten Fritzi ihn davon zu überzeugen in eine Reha zu gehen. Allerdings erleidet Harry unerwartet einen kleineren Herzinfarkt und dadurch wird Katharina klar, dass sie Harry doch mehr mag als sie zugeben will. Julia allerdings hat ihre Feindseligkeit nicht aufgegeben und lässt dies ihren Vater täglich spüren. Da sie Physiotherapeutin ist, traktiert sie ihn mit einem privaten Reha-Programm, da er sich vehement dagegen wehrt, eine Medizinische Reha anzutreten. Kurze Zeit später will er seiner Schwiegermutter behilflich sein und ihren defekten Treppenlift reparieren – mit chaotischem Erfolg. Als Wiedergutmachung arrangiert Harry ein Date für Julia mit einem jungen Mann, den Julia seiner Meinung nach sympathisch findet und er ihm zu schüchtern erscheint, um selbst aktiv zu werden. Doch geht auch diese Aktion nach hinten los und Julia ist verärgert über diese Einmischung in ihr Privatleben.
Trotz allem Chaos, das Harry anrichtet, nähert er sich Katharine allmählich an und sie reden viel über die alten Zeiten und ihre gemeinsamen, schönen Erlebnisse. Gerade als er meint, es könnte wieder klappen mit ihrer Ehe, erfährt er, dass Katharina die Scheidung vorbereitet hat. Wortlos verlässt er das Haus und nimmt nun doch das Reha-Angebot seines Arztes an. Im Hause Wegener ist es nun, ohne Harry, erschreckend still. Katharina und Julia versuchen sich abzulenken, um nicht zuzugeben, dass er ihnen fehlt. Während Katharina unentwegt Plätzchen backt, verabredet sich Julia endlich mit dem jungen Mann. Letztendlich zerreißt Katharina die Scheidungspapiere, fährt zu Harry in die Reha und holt ihn wieder nach Hause. Um sich nicht noch einmal zu verlieren, unternehmen beide gemeinsam eine Reise in die Wildnis Afrikas.

## Hintergrund
Harry nervt wurde vom 30. August 2011 bis zum 28. September 2011 in Berlin und Potsdam gedreht. Die Filmkomödie wurde von der Ziegler Film produziert.
Arnd Klawitter erhielt 2014 für seine Rolle des Dr. Keller und des Phillip Rauchs in Jan-Ole Gersters Oh Boy den Deutschen Schauspielerpreis in der Kategorie Bester Schauspieler in einer komödiantischen Rolle.

## Rezeption

### Einschaltquote
Die deutsche Erstausstrahlung am 5. April 2013 im Ersten wurde von 4,64 Mio. Zuschauer gesehen, was einem Marktanteil von 14,5 Prozent entsprach.

### Kritik
Rainer Tittelbach von tittelbach.tv wertete: „Ein egomanischer Weltenbummler kehrt einigermaßen reumütig in den Schoß der Familie zurück, bringt den Weiberhaushalt einigermaßen durcheinander und weckt neue Begehrlichkeiten bei der Noch-Ehefrau... Kurzweiliger Alltagskomödie, ein launiger Mix aus Remarriage- & Situations-Comedy, Romantik & ernsthaften Untertönen. Das größte Pfund ist die Besetzung: Günther Maria Halmer, Angela Roy, Susanna Simon, Claudia Eisinger, Christine Schorn. Und visuell nicht die übliche Überbelichtungsästhetik!“
Die Kritiker der Fernsehzeitschrift TV Spielfilm zeigten für die „nett gespielten“ „seichten Turbulenzchen“ mit dem Daumen zur Seite, vergaben für Humor und Spannung je einen von drei möglichen Punkten und schrieben zu ihrer Wertung lakonisch: „Betulicher Spaß mit netten Leuten“.
Das Lexikon des internationalen Films resümiert: „Auf ‚turbulent‘ getrimmte (Fernseh-)Familienkomödie, in der kein Konflikt zu schwer fürs ‚Happy End‘ wiegen darf.“